# Peaches (musiker)
 For alternative betydninger, se Peaches. (Se også artikler, som begynder med Peaches)
Merrill Beth Nisker (født 11. november 1966), bedre kendt under sit kunstnernavn Peaches, er en canadisk elektronisk musiker og performancekunstner. Hendes sange er kendt for at tilsidesætte de traditionelle kønsnormer, og for deres brug af seksuelt eksplicitte tekster. Bizart nok indledte Peaches sin musikalske karriere med at være folkesanger. Hun har også udgivet en plade i eget navn ('Fancypants Hoodlum' fra 1995) og spillet guitar i art-rock-gruppen The Shit, men det var først, da hun flyttede til Berlin og sprang ud som solokunstner, at Peaches fandt sin nuværende form.
Det var først og fremmest nummeret 'Fuck the Pain Away' med de uforglemmelige åbningsord 'Sucking on my titties...' der fik omverdenen til at spærre øjne og ører op. Det er jo trods alt ikke hver dag, man hører den slags ord komme ud af munden på piger og kvinder, ikke engang i vor frigjorte kultur.
Men det der gør Peaches interessant er at hun altid har insisteret på at bryde så meget som muligt med de gængse regler for, hvordan kvinder skal se ud for at være sexede. F.eks. myldrer en utæmmet kønsbehåring tit ud under kanten af de pink hotpants. Oven i det har hun det med på scenen meget bevidst at indtage absolut uflatterende stillinger... Alt imens hun synger ting som 'I'm the kind of bitch you wanna get with' eller 'I don't have to make the choice, I like girls and I like boys'.
Lige præcis derfor er hun også ultra-hip. Modemagasinet Vogue skrev engang at 'Alle i modens verden elsker Peaches'. Og det kan ganske rigtigt virke som om, at alle, der er noget ved musikken, vil have et stykke af ferskenen.
Hendes musik har været brugt i modeshows. Hun er blevet castet til en rolle (som sig selv) i John Malkovichs kortfilm 'The Hideous Man'. Prototypiske mande-rock-orkestre som Queens of the Stone Age og And You Will Know Us By The Trail Of Dead er erklærede fans og har haft hende som opvarmning til deres koncerter. Hun har medvirket i en Black Rebel Motorcycle Club-video. Hun har sunget duet med Iggy Pop både på sit eget og på hans seneste album.
Desuden medvirkede hun på Pinks seneste plade.
Men den ultimative anerkendelse – i hvert i rock'n'roll-kredse – er måske, at den legendariske groupie Cynthia Plastercaster, som ellers normalt kun giver sig af med fritidssyslen at støbe rockstjerners tissemænd i gips, har foreviget Peaches' bryster.

## Diskografi
- Fancypants Hoodlum (1995)
- The Teaches of Peaches (2000)
- Fatherfucker (2003)
- Impeach My Bush (2006)
- I Feel Cream (2009)
- Rub (2015)